# Galneryus
Galneryus ist eine Power-Metal-Band, die 2001 in Osaka (Japan) gegründet wurde.

## Geschichte

### Anfänge
Die Band wurde Anfang 2001 von Gitarrist Syu (Animetal, Valkyr, Aushvitz, Masaki Project) und Sänger Yama-B (AxBites, Rekion, River End, Gunbridge, Iron Attack) gegründet. Ihr Ziel war es, eine Band aufzubauen, welche die Ideen und den Musikgeschmack der beiden Gründer künstlerisch zum Ausdruck bringen sollte. Die Bandgründer machten sich auf die Suche nach passenden Musikern, um das Line-up zu vervollständigen. Shogo Himuro wurde als Bassist engagiert, Toshihiro Yui (Cemetery, Honey Quest) übernahm das Schlagzeug und als Keyboarder kam A, der mit Syu zuvor schon bei Valkyr gespielt hatte.
Im Oktober 2001 veröffentlichte die Band eine aus zwei Tracks bestehende, unter unabhängigem Label produzierte EP mit dem Titel United Flag.
Im August 2002 ging man erneut ins Studio, wo die zweite EP Rebel Flag (ebenfalls unter unabhängigem Label bei Iron Shock) produziert wurde. Die Aufnahmen fanden in der gleichen Besetzung wie bei der vorigen EP statt – mit einer Ausnahme: Der Keyboarder A war durch Yoshinori Kataoka ersetzt worden.
Der Erfolg dieser zweiten EP brachte Galneryus eine ganze Reihe von Angeboten verschiedener Plattenfirmen ein und es bot sich ihnen die Möglichkeit zu mehreren Tourneen. 2003 wurde die Band zu einem Auftritt beim „Melodic Metal Festival“ eingeladen, welches die schwedische Power-Metal-Band Dragonland organisiert hatte. Im Anschluss an dieses Festival wurden Galneryus von den schwedischen Kollegen gebeten, auch bei der nächsten Japan-Tour von Dragonland wieder dabei zu sein.
Die Band erhielt auch Anfragen für andere Projekte und stimmte unter anderem zu, zwei Songs für Kompilations-Coveralben aufzunehmen. Einer dieser Coversongs war Black Diamond (im Original von der finnischen Band Stratovarius) auf dem Album Stand Proud! III aufgenommen wurde, der zweite war Soldier of Fortune von der japanischen Band Loudness, welcher auf dem Album Japanese Heavy Metal Tribute Tamashii II erschien. Für die Aufnahmen zu den beiden Coverversionen wechselte erneut die musikalische Besetzung: Yusuke ersetzte Shogo Himuro am Bass und für Yoshinori Kataoka stand nun Yuhki (Ark Storm) am Keyboard. Die beiden Kompilationsalben erschienen gleichzeitig im Dezember 2002 bei dem Plattenlabel VAP, von dem die Band auch einen Plattenvertrag erhielt.

### 2003–2006:The Flag of Punishment,Advance to the FallundBeyond the End of Despair...
Unter dem Label VAP konnten Galneryus endlich mit den Studioarbeiten für ihr erstes Album beginnen. Im Oktober 2003 erschien die Debüt-LP The Flag of Punishment. Darauf befanden sich neben den fünf bisher erschienenen Titeln (jeweils in neuer Fassung und neuer Aufnahme) eine ganze Reihe neuer Lieder. Die Gestaltung des LP-Covers übernahm der berühmte japanische Künstler Yoshitaka Amano. Zu diesem Zeitpunkt wechselte wieder das Line-up: Yuhki spielte nun Keyboard und Junichi Satoh Schlagzeug.
Im März 2005 wurde endlich das zweite Album, Advance to the Fall, veröffentlicht. Die Resonanz darauf war enorm – besonders das Lied Silent Revelation wurde zu einem großen Erfolg.
Es folgten eine Reihe von Live-Konzerten, bevor die Band wieder ins Studio ging, um an ihrem dritten Album zu arbeiten. Beyond the End of Despair... kam im Juli 2006 heraus. Wenige Monate später erschien auch die erste DVD, Live for Rebirth, mit einem Konzert, das während der „Die for Rebirth“-Tour aufgenommen worden war.

### 2007–2008:One for All – All for OneundReincarnation
Im Jahr 2007 gaben Galneryus bekannt, dass statt Tsui künftig Yu-To Bass spielen würde, und veröffentlichten im gleichen Jahr ihr viertes Album, One for All – All for One. Auf dem Album waren erstmals Lieder zu hören, die vollständig auf Japanisch gesungen wurden. Damit begann eine neue Ära in der Bandgeschichte, denn bis dahin hatte man ausschließlich Titel veröffentlicht, die in englischer Sprache geschrieben waren. Ungefähr zu dieser Zeit erschien auch ein Coveralbum mit dem Titel Voices from the Past, das fünf Coversongs enthielt, von denen sich jedes Bandmitglied einen ausgesucht hatte.
2008 wurde eine neue Single herausgebracht: Die darauf enthaltenen Tracks Alsatia und Cause Disarray bildeten jeweils den Eröffnungs- und den Schluss-Song der Anime-Serie Daughters of Mnemosyne. Die Band stellte damals auch eine neue DVD vor – Live for All – Live for One mit Aufnahmen von der 2007er Tournee.
Noch im selben Jahr 2008 starteten Galneryus eine neue Tour unter dem Namen „Path to the Fifth Flag“ und produzierten im Anschluss daran die Download-Single Shining Moments (drei Tracks), die ab dem 30. Juli zum Download zur Verfügung stand. Am 10. September 2008 erschien Reincarnation, das fünfte Album, das von Ted Jensen gemastert wurde. Jensen hatte zuvor bereits erfolgreich mit Bands wie Mucc, Sepultura und Iron Maiden zusammengearbeitet. Kurz danach wurde ein weiteres Coveralbum mit dem Titel Voices from the Past II angekündigt – als Fortsetzung der Veröffentlichungen aus dem Jahr 2007.
Einen Monat nach dem Erscheinen des fünften Albums gaben Galneryus über die offizielle Website überraschend bekannt, dass Frontmann Yama-B die Band verlassen würde. Yama-B selbst sagte dazu, er habe diese Entscheidung getroffen, weil sich in letzter Zeit der musikalische Stil der Band verändert habe. Die Trennung fand im gegenseitigen Einvernehmen statt und man war sich darüber einig, dass dies für beide Seiten die beste Entscheidung war. Yama-B verließ Galneryus kurz nach der „Back to the Flag“-Tour, die vom 23. Oktober bis zum 6. Dezember stattfand.

### 2009–2011:ResurrectionundPhoenix Rising

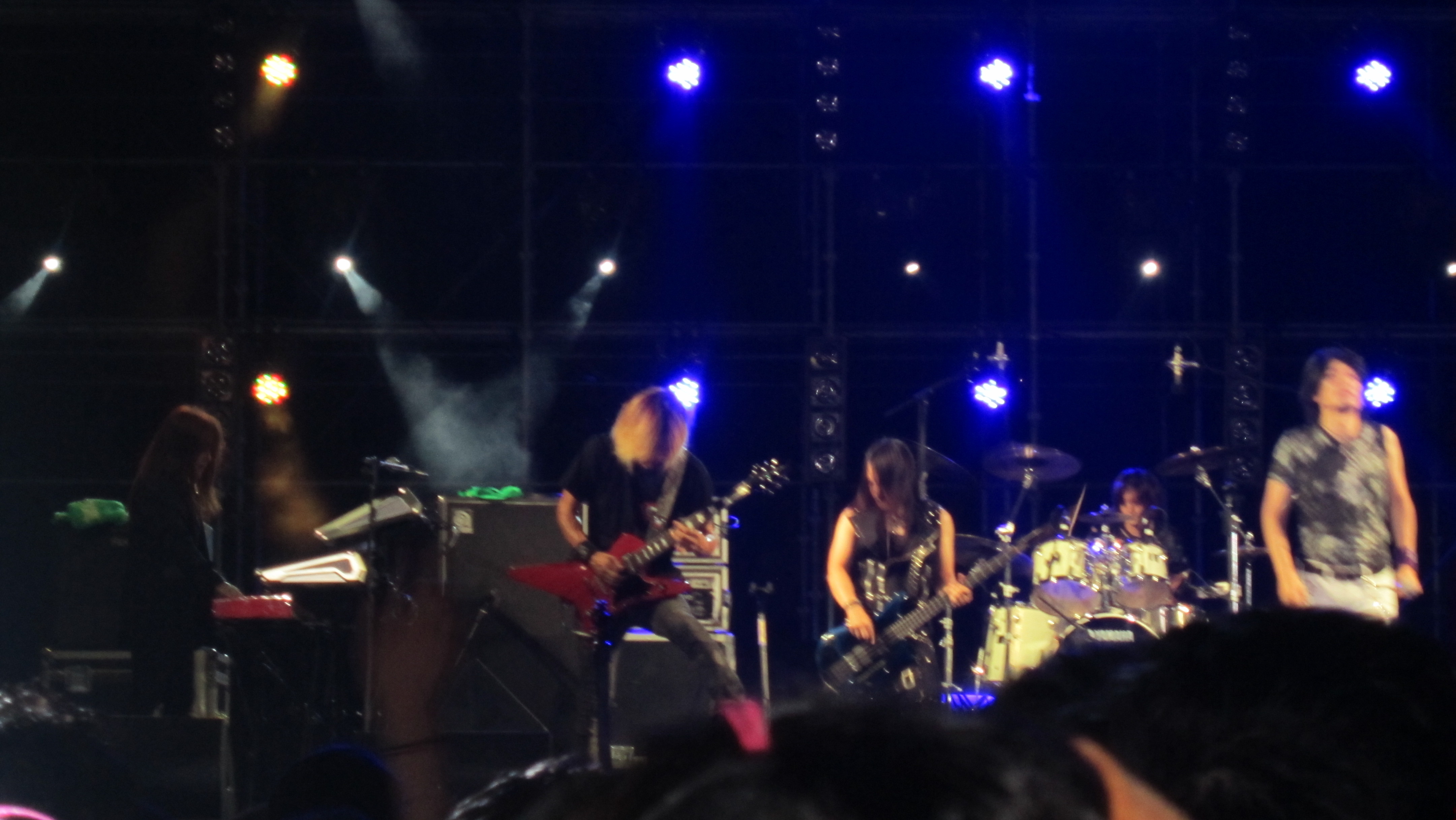
Galneryus live in Busan, 2012.

Das Jahr 2009 war von zahlreichen Spekulationen geprägt und es gab kaum Informationen darüber, wer der neue Sänger sein würde. Nach einigen Monaten fiel schließlich die Entscheidung: Für Yama-B würde Masatoshi „Sho“ Ono als Frontmann kommen. Noch im gleichen Jahr gab Sho beim „Loud Park Festival“ sein Debüt mit Galneryus. Bassist Yu-To verließ die Band bald darauf ebenfalls, für ihn kam Taka. Ebenfalls im Jahr 2009 erschienen zwei Best-of-Alben mit den größten Hits der Band – Best Of The Braving Days und Best Of The Awakening Days.
Am 21. April 2010 stellten Galneryus ihr erstes Studioprojekt mit Sho vor – die aus drei Tracks bestehende EP Beginning of the Resurrection. Bei einem der Tracks handelt es sich um das Abspannlied A Far-off Distance der Anime-Serie Rainbow: Nisha Rokubō no Shichinin. Am 23. Juni wurde das sechste Album, Resurrection, veröffentlicht. Die Unterschiede zwischen Yama-B und Sho sind hier deutlich wahrnehmbar. Dennoch ist es der Band seitdem gelungen, eine stilistisch-klangliche Kontinuität zu bewahren und musikalische Elemente einzubauen, die an die frühen Galneryus-Alben erinnern. Mit Phoenix Rising, veröffentlichte die Band am 5. Oktober 2011 ihr siebtes Studioalbum.

### 2012–2014:Angel of SalvationundVetelgyus
Im Januar 2012 veröffentlichte die Band ein Mini-Album unter dem Namen „Kizuna“, der gleichnamige Song wurde in dem Pachinko Game „Pachinko CR First of the Blue Sky“ verwendet. Im Juli des gleichen Jahres folgte eine neue Single „Hunting for your Dream“, welches als Abspannlied der Anime-Serie Hunter x Hunter veröffentlicht wurde.
Das lang erwartete achte Studioalbum Angel of Salvation erschien am 10. Oktober 2012. Der namensgebende Titel „Angel of Salvation“ war bis zu diesem Zeitpunkt der längste Song in der Bandgeschichte. Es wurden zum Teil Elemente aus dem „Tchaikovsky Violin Concerto in D major, Op. 35“ verwendet. Der Erfolg des Albums brachte Galneryus auch außerhalb Japans mehr Aufmerksamkeit.
Zum 10-jährigen Jubiläum veröffentlichte die Band zwei Alben mit neuen Aufnahmen ihrer bisherigen erfolgreichsten Songs. Nach einigen Touren und Auftritten in Hongkong und Taiwan stand im Juli 2014 auch endlich ihre erste Europa-Tour an. Zu ihren Auftritten in Deutschland, Frankreich und Spanien kamen über 2.000 Besucher.
Das neunte Studioalbum Vetelgyus wurde am 24. September 2014 veröffentlicht. Im Dezember folgte eine Single-Auskopplung: „Attitude to Life“. Der Song wurde als Abspannlied der Anime-Serie Donten ni Warau (Laughing Under the Clouds) verwendet.

### 2015–2019:Under the Force of Courage,Ultimate Sacrifice und Into the Purgatory
Am 9. Dezember 2015 erschien das erste Suit-Album der Band: Under the Force of Courage. Nach ihrer Tour im März 2016 gab Galneryus bekannt, dass Jun-ichi die Band verlässt und Fumiya (Thousand Eyes, Undead Corporation) als neuer Schlagzeuger der Band beitritt.
Mit dem elften Studioalbum: Ultimate Sacrifice, welches am 28. September 2017 veröffentlicht wurde, wechselte die Band auch das Label zu Warner Music Japan. Ihre diesbezügliche Tour: Just play to the Sky - What could we do for you...? folgte dementsprechend nach dem Album.
Galneryus kündigten 2018 ihr 15-jähriges Jubiläum an und starteten ihre Tour mit dem Namen: Play to the forthcoming Future. Vor der Veröffentlichung des darauffolgenden Albums spielten sie das erste Mal in Amerika auf der ProgPower USA Metal Messe am 5. September 2019.
Das zwölfte Album: Into the Purgatory, welches am 23. Oktober 2019 erschien, rutschte in die etwas dunklere Szene. Mit dem Song: The Followers experimentieren Syu und Taka mit dem Stil von Sho´s Stimme. Der Rest des Albums fällt in den klassischen Galneryus Sound und ist vom letzten Album: Ultimate Sacrifice ein Schritt in die positive Richtung, nachdem das vorherige Album eher ein mittelmäßiges Feedback von den Fans bekam.
Nach dem Release ihres 12. Albums kündigten sie ihre nächste Tour an: Wailing in the Flames of Purgatory, welche direkt am 23. Oktober startete und am 10. Januar 2020 ihr Ende fand. Es wird noch auf die nächste Live-DVD/Blu-Ray gewartet.

## Diskografie

### Studioalben
- 2003: The Flag of Punishment
- 2005: Advance to the Fall
- 2006: Beyond the End of Despair...
- 2007: One for All – All for One
- 2008: Reincarnation
- 2010: Resurrection
- 2011: Phoenix Rising
- 2012: Angel of Salvation
- 2014: Vetelgyus
- 2015: Under the Force of Courage
- 2017: Ultimate Sacrifice
- 2019: Into the Purgatory
- 2021: Union Gives Strenght
- 2023: Between Dread and Valor
- 2024: The Stars Will Light the Way

### Singles
- 2007: Everlasting
- 2008: Alsatia / Cause Disarray
- 2008: Shining Moments
- 2010: Beginning of the Ressurection
- 2011: Future Never Dies
- 2011: Kizuna
- 2012: Hunting for Your Dream
- 2014: Attitude to Life#
- 2019: The Followers
- 2021: Whatever it Takes (Raise Our Hands!)
- 2024: The Reason We Fight

### Mini-Alben
- 2012: Kizuna

### EPs
- 2001: United Flag
- 2002: Rebel Flag

### Kompilationen
- 2009: Best of the Braving Days
- 2009: Best of the Awakening Days

### Coveralben
- 2007: Voices from the Past
- 2008: Voices from the Past II
- 2010: Voices from the Past III
- 2013: The Ironhearted Flag Vol. 1: Regeneration Side
- 2013: The Ironhearted Flag Vol. 2: Reformation Side

### Videoalben
- 2006: Live for Rebirth
- 2008: Live for all – Live for one
- 2010: Live in the Moment of the Resurrection
- 2012: Phoenix Living in the Rising Sun
- 2014: Reliving the Ironhearted Flag
- 2015: Attitude to Live
- 2016: The Sense of Our Lives
- 2018: Just play to the Sky – What could we do for you...?